# Валера-Фратта
Валера-Фратта (итал. Valera Fratta) — коммуна в Италии, располагается в регионе Ломбардия, в провинции Лоди.
Население составляет 1208 человек (2008 г.), плотность населения составляет 151 чел./км². Занимает площадь 8 км². Почтовый индекс — 26859. Телефонный код — 0371.
Покровителем коммуны почитается священномученик Зенон, епископ Веронский, празднование в третье воскресение октября.

## Демография
Динамика населения:

## Администрация коммуны
- Официальный сайт: http://www.comuni-italiani.it/098/059/